# نينوى
هذه الصفحة تتحدث عن المدينة الأثرية، أما عن المحافظة أنظر نينوى (محافظة)
نَيْنَوَىٰ (بالعبرية: נִינְוֵה؛ بالسريانية: ܢܝܼܢܘܹܐ أو ܢܺܝܢܘܶܐ؛ بالكردية: نەينەوا؛ باليونانية: Νινευή؛ باللاتينية: Ninive) مدينة أثرية قديمة، تعـتبر من أقدم وأعظم المدن في العصر القديم، تـقع في بلاد الرافدين في شمال العراق على الضفة اليمنى لنهر دجلة وكانت عاصمة الإمبراطورية الآشورية. كانت نينوى أكبر مدن العالم في فترة الإمبراطورية الآشورية الحديثة وتنتشر بقاياها في الجانب الأيسر من مدينة الموصل في محافظة نينوى شمال العراق على الضفة الشرقية لنهر دجلة، وقد دمرت نينوى بعد معـركة نينوى 612 ق.م بعد أن غزاها نبوبولاسر ملك بابل بالتحالف مع الميديين والكلديون وأرمن وكيميريون أدت إلى دمار المدينة ونهبها وسقوط الإمبراطورية الآشورية الحديثة.

## أصل التسمية
لا يعرف أصل التسمية بالضبط ولكن هنالك عدة نظريات حيث يعتقد أن اسم مدينة نينوى يعود إلى اسم المعبود نينا وهو أحد أسماء المعبودة عشتار عند البابلين حيث يعرف أن لفظة نون بالآشورية تعني «سمك» واشتق منها اسم العلم (يونان - يونس -ذو النون)، ويعتقد أيضاً بأن الاسم متصل باسم مؤسس نينوى وهو القائد نينوس حسب الروايات الإغريقية، وقد ذُكرت نينوى في الكتابات المسمارية القديمة في عصر سلالة أور الثالثة بصيغة (نينا-آ) و(ني-نو-آ)، وفي العهد الآشوري الوسيط دونت نينوى بأسلوبين الأول نينوى-(ني-نو-أ) والثاني الأقل استخداماً نينا-(ني-نا-أ). أما في اللغة الإنكليزية فإن لفظة (Nineveh) فإنه مشتق من اللاتينية (Ninive) وورد اسم نينوى في أكثر من لغة ففي اللغة السريانية جاء بصيغة ܢܝܢܘܐ وفي اللغة العبرية ℶינוה وفي اليونانية بصيغة Nıvεvη.

## الموقع الجغرافي
تقع مدينة نينوى في القسم الشمالي من بلاد الرافدين على الضفة الشرقية لنهر دجلة، عند الجهة المقابلة لمدينة الموصل القديمة، وموقع المدينة اليوم هو منطقة تلية واسعة تمتد بشكل مستطيل غير منتظم على بعد حوالي كيلومتر واحد إلى الشرق من نهر دجلة، ويعتقد أن نهر دجلة عند جريانه كان يحاذي السور الغربي للمدينة لذلك شيد السور المحاذي للنهر على شكل مسناة لمقاومة تيار الماء، لذلك أطلق على إحدى الأبواب العائدة لهذا السور تسمية باب المسقى. وتقع بقايا مدينة نينوى حالياً على تلين رئيسين هما تل قوينجق وتل النبي يونس.

## خصائص الموقع
لقد أُختير موقع مدينة نينوى وفق ضوابط تخطيطية فرضتها الخصائص التي امتازت بها وأهمها الظروف المناخية إذ تنخفض درجات الحرارة ويقل فيها الحر اللافح كالذي يسود المناطق الجنوبية من العراق، وذلك بسبب الموقع الجغرافي الذي تمتعت به المدينة الذي يمتاز بشتاء بارد يتخلله تساقط الثلوج إذا اشتد البرد في بعض السنين، وفي فصل الربيع تصبح مدينة نينوى والمناطق القريبة منها مناطق خضراء مليئة بالحقول الزراعية، أما فصل الصيف فإنه فصل حار جاف ونتيجةً لذلك فقد وجد الآشوريون أن المدينة تتمتع بجو صحي تتوفر فيها المياه ودفء الشمس الساطعة المشرقة، فضلاً عن ذلك فإن موقع المدينة القريب من المنطقة الجبلية التي بدورها حمت المدينة من هبوب الرياح الشمالية الغربية الباردة وكان للموقع القريب من نهر دجلة الأثر الكبير في امتداد العمران على ضفاف النهر من خلال تشييد القصور والحدائق الملكية المطلة على ضفاف نهر دجلة، إذ ساهم في تلطيف جو المدينة وجعل السكن فيها مريحاً وتتميز التربة السطحية لموقع مدينة نينوى أنها من نوع الترب الغرينية مع طبقة من الحصى بأحجام مختلفة ونسبة قليلة من الرمل.

## التاريخ

### الإستيطان الأول
تعدّ مدينة نينوى من أهم المدن في العصر القديم، حيث وجد في التنقيبات التي أقيمت في تل قوينجق عدة طبقات تعود إلى حقبات مختلفة من الزمن، وفي الطبقة الأولى عثر على بقايا قرية ترجع إلى الألفية السابعة ق.م في تل قوينجق الذي يطل على نقطة التقاء نهر الخوصر بنهر دجلة تعود إلى فترة حسونة حوالي (6500-6000) ق.م، وفي الطبقة الثانية عثر على مواد مميزة تعود إلى فترة سامراء القديمة (6200-5700) ق.م وفي الطبقة الثالثة عثرت على آثار وزخارف تعود إلى فترة العبيد (5500-5400) ق.م التي وافقت نهاية العصر النحاسي.

### فترة الوركاء
في الألفية الرابعة قبل الميلاد عثرت التنقيبات على مواد سيراميكية في نينوى تظهر مدى تأثير المنطقة الجنوبية في مناطق شمال بلاد الرافدين حيث عثر على أواني وأطباق تمثل حضارة الوركاء إضافة إلى السيراميك الخام المصفوف في الطرق، مما دفع بالاعتقاد بأن نينوى عمرت من قبل الوركائيين حيث ظهرت ملامح فترة الوركاء فيها.

### فترة نينوى الخامسة
خلال التنقيبات في 1930م في تل قوينجق حددت طبقة أثرية خامسة تمثل الفترة الزمنية (3000-2500) ق.م التي تبعت فترة الوركاء، أظهرت التنقيبات التوسع الكبير للقرية ومثلت الطور الأول للقرى المبنية وأما الأواني المكتشفة فتظهر التطور باستخدام السيراميك والنقش بأشكال هندسية وأحياناً حيوانية وعثر على مزهريات مسدودة الفوهة ومستدقة القدم حيث كانت منتشرة في نينوى وأظـهرت الاختام الأسطوانية بأنه كان هنالك تبادل تجاري مع قرى شوشان-عيلام- في غرب إيران ونهر ديالى في وسط العراق.

### نهاية الألفية الثالثة وبداية الألفية الثانية
شـهدت نهاية الألفية الثالثة وبداية الألفية الثانية حقبتين من التأثير الخارجي الأول من قبل الأكديون والثانية من قبل سلالة أور الثالثة حيث أمتد سيطـرة الحضارتين إلى الشمال من بلاد الرافدين، وقد أشـارت كتابات مسمارية في عهد الملك الأكدي شمشي أدد الأول إلى بناء -أو ترميـم- معبد للإلهة عشتار في نينوى وعثر على تمثال ملكي من البرونز يصور حاكم أكدي حيث تعدّ تحفة فنية في ذلك العصر. وعثر في جنوب بلاد الرافدين على نصوص تشير إلى نينوى تعود لحقبة سلالة أور الثالثة وتدل فيها إلى أن نينوى كانت مدينة معمره وأنه ليس هنالك دليل يشير إلى نينوى تقع ضمن منطقة حكم الوركائيين.

### نشوء المملكة الآشورية
بحلول القرن التاسع عشر قبل الميلاد أصبحت نينوى جزء من المملكة الآشورية، حيث تغلبت على المملكة الميتانية وحل الآشورين محل الحورانين في المنطقة وخلال السنين زادت أهمية نينوى وأصبحت العاصمة الدينية للمملكة، وتم ترميم وتوسعت معبد عشتار مراراً وتكراراً. ووصلت نصوص من ماري تذكر أن «نينوى جيدة تقع في بلد غالبية سكانه من الحوريون»، وتذكر النصوص ان شلمنصر الأول كان أول ملك آشوري بنى قصر ملكي في نينوى، وشق الملك الآشوري تغلث فلاسر الأول جدول للمياه من نهر الخوصر لإيصال الماء إلى حدائق قصره وأنشأت ترسانة أسلحة في موقع تل النبي يونس، عند نشـوء الإمبراطورية الآشورية الحديثة أستفادت نينوى التي كانت عاصمة لها من النهضة في المملكة، وزادت أهميتها وأستمر ملوك آشور في بناء القصور والمعابد.
قام الملك الآشوري آشوربانيبال الثاني بإجراء أول تغير في العاصمة، حيث نقل مركز الحكم إلى كالخ التي لم تبتعد عن نينوى، وأنشأ قصر هناك ومعبد للإلهة عشتار، وأعاد خلفاءه نينوى عاصمة للإمبراطوية الآشورية، وقام الملك الآشوري بأنشاء مطعم ومعبد للإله نابو الذي كان نقطة لأنطلاق الحملات نحو سوريا وانطاليا خلال القرن الثامن ق.م. وفي فترة حكم الملك سرجون الثاني نقلت العاصمة إلى دور شوركين التي تقع عدة كيلومترات إلى الشمال من نينوى، وأخذ على عاتقه تطوير مباني نينوى وترميم معبد عشتار وزقورتها وأنشاء معبد بيت أكيتو.

## الإمبراطورية الآشورية الحديثة

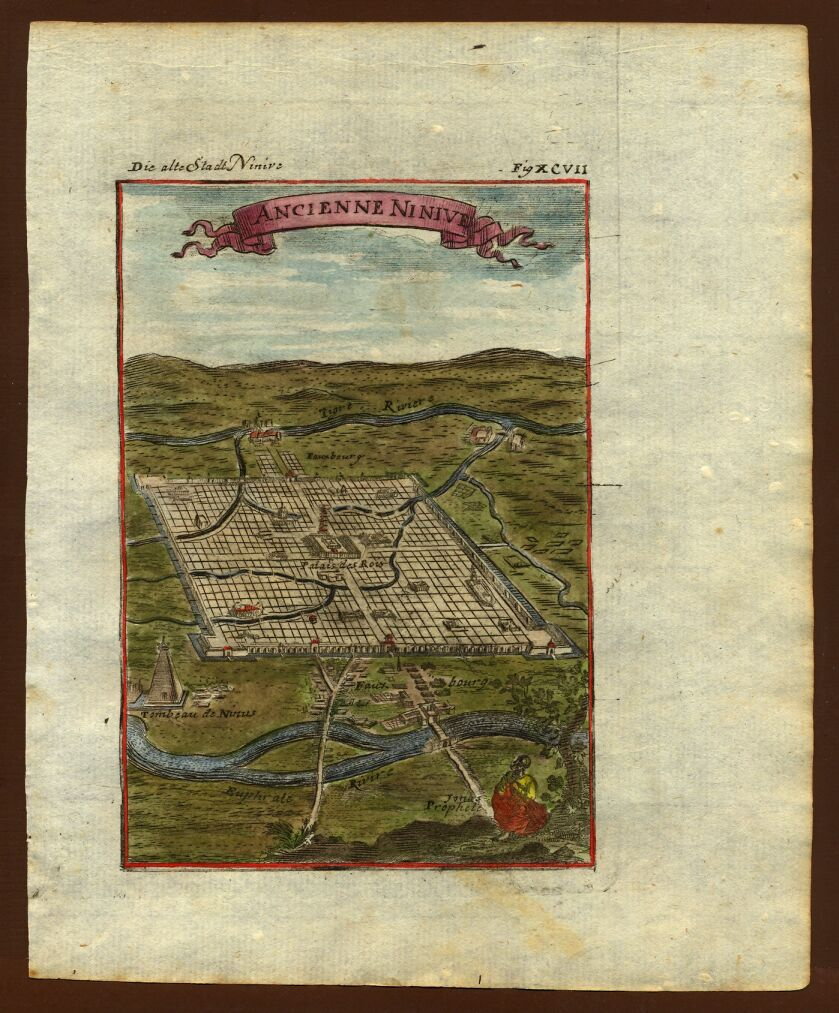
مـشهد تصوري لمدينة نينوى 1719

جعل سـنحاريب من نينوى عاصمة إمبراطوريته العظيمة التي أمتدت من غرب إيران إلى البحر المتوسط حاضرة الزمان، لذلك خصص موارد كبيرة لجعلها أجمل وأكبر من كل شيء، وتطويرها وايصالها إلى مكانه أعلى من التي وصلها اسلافه. عمر سنحاريب الريف المحيط بنينوى وأنشاء المباني وذكرت النصوص المسمارية أعمال الاعمار التي قام فيها، ونقشت بطولات سنحاريب وحملاته العسكرية على جدران المعابد والقصور والمباني وتظهر صور للمعارك والحصارات التي قام بها وتظهر رجال سنحاريب يقتسمون الغنائم امامه، وكتب سنحاريب عن بابل:
«وسكنتها كبيرهم وصغيرهم، لم اترك احدا منهم وملائت بجثثهم شـوارع المدينة»
وكتب عن حصار لكيش
«وحزقيا الذي لم يخضع لنوري... أخـرسته هو في أورشليم -القدس- مدينته الملكية كطائر في قفص، وقذفت عليهم المتاريس وجعلت كل من يخرج من:: المدينة يدفع ثمناٌ لجرائمه، ومدنه التي سلبتها منه ونزعتها من ملكه»
وسع الملك سنحاريب مساحة مدينة نينوى من 150 هيكتار إلى 750 هيكتار، وامتد طول المدينة إلى ما وراء نهر الخوصر. تم بناء الجدارن الحصينة وبني خلالها 15 باب، ووسعت الطرقات وتم أنشاء طريق ملكي عرضه 31م وصفت على جانبيه المسلات التي كان لابد الحفاظ عليها باي زمن، فأي شخص يبني بناء يتعدى فيه عليها يوضع على الخازوق، وجعل الصناع يجلسون على كراسي الوخز إذا ما تعرضت إلى الانهيار.

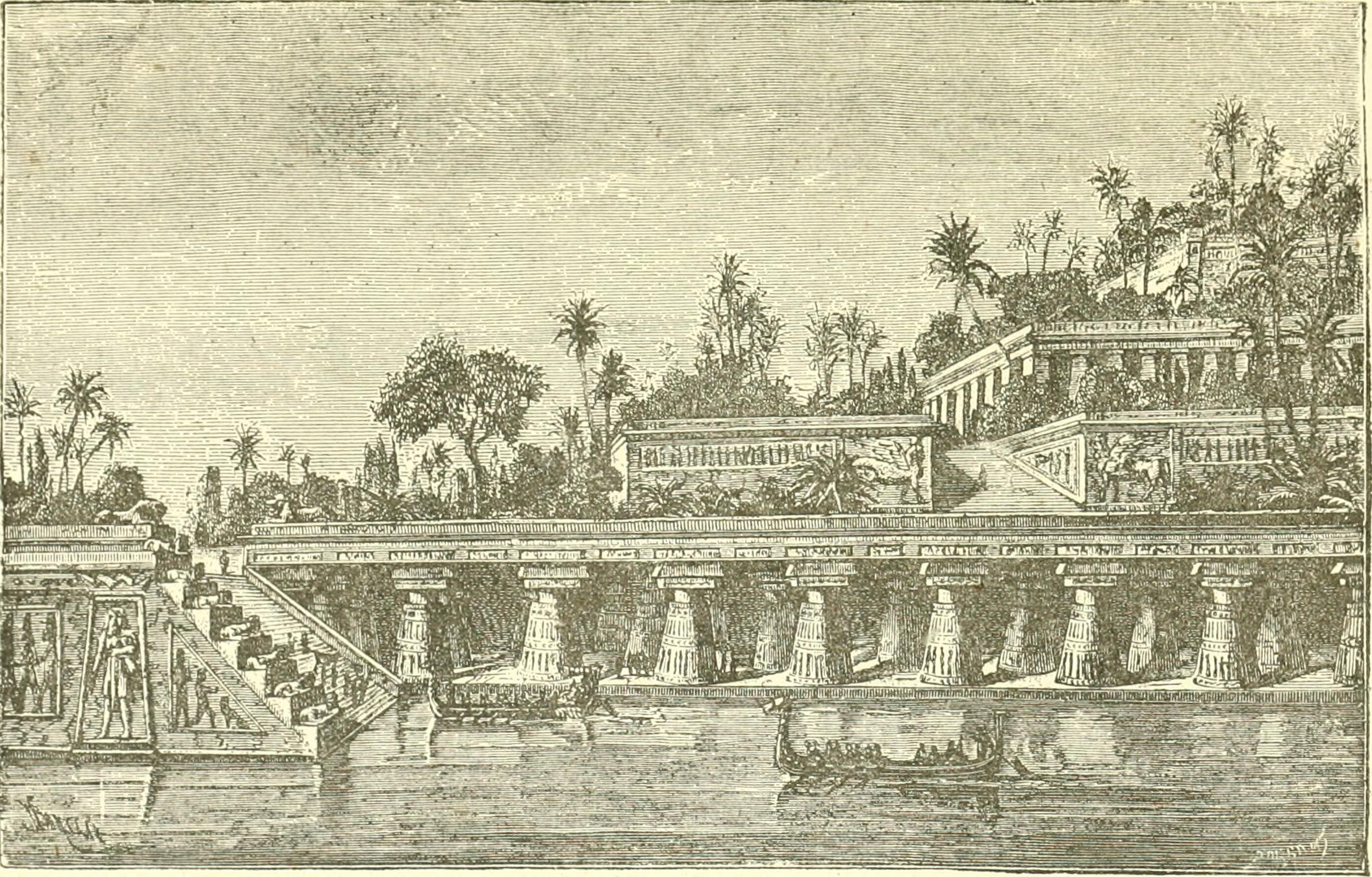
حدائق بابل المعلقة

تم عمل أنجازات هامة في السيطرة على المياه في نينوى لتحسن حياة سكان المدينة والريف، وأنشأت حملات أنتاجية لتوفير العذاء لسكان نينوى وإنشاء مواقع ترفيهة. حيث تم شق قناتين للماء من نهر الخوصر والتحكم بمستوى تدفق المياه من خلال سدين، حيث جعل سنحاريب الماء متوفرا في جميع انحاء نينوى خاصة في فترة ارتفاع حرارة الطقس، وساعد هذا في زيادة مساحة الأراضي المزروعة في جميع انحاء نينوى، أمداد الحدائق العامة بالمياه وأنشاء المستنقعات لادخال السرور عالسكان التي وصل عددهم إلى ما يقارب المئة والخمسين ألف نسمة الذي كان ضعف عدد سكان بابل آن ذاك.

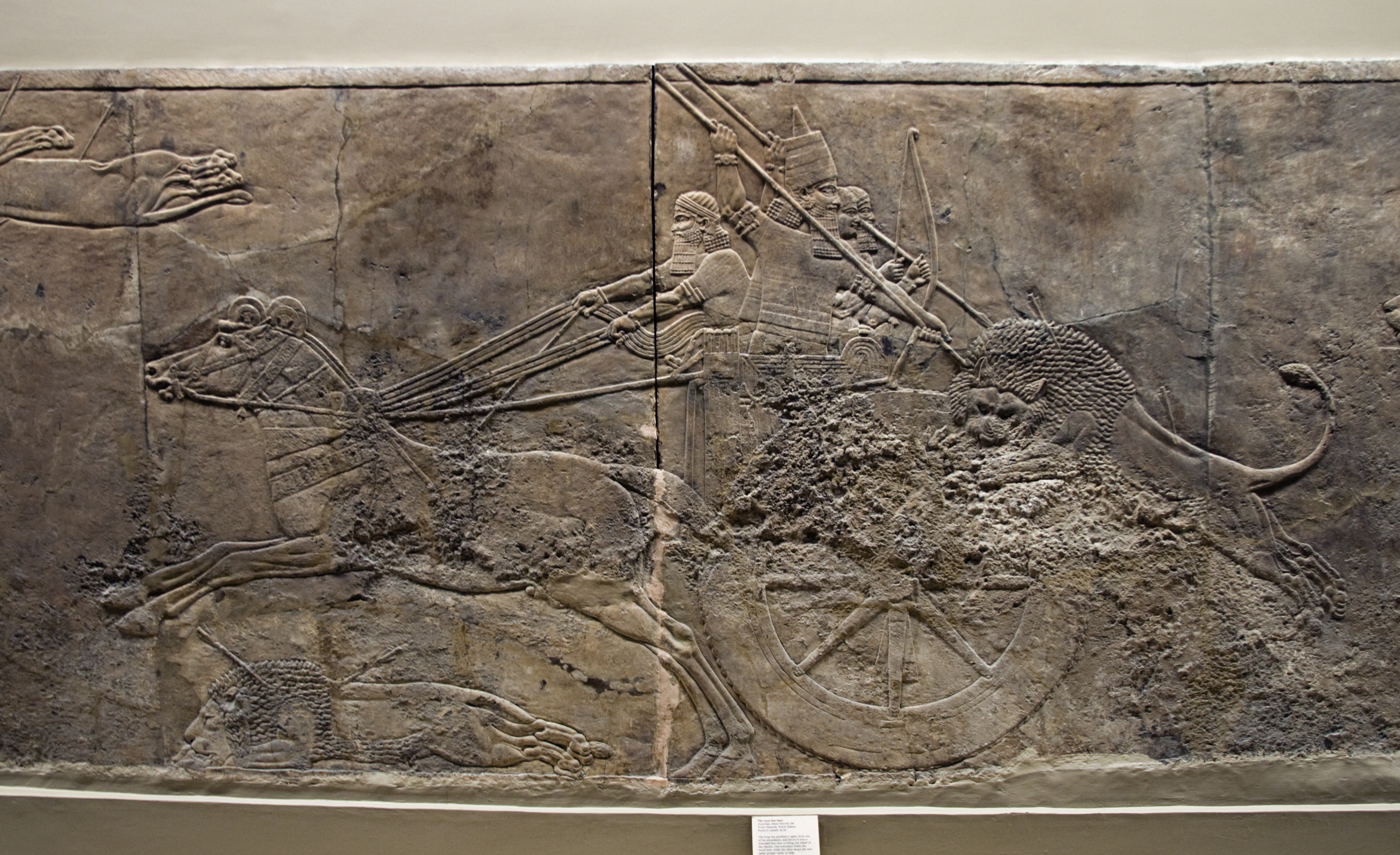
نقـوش على جـدران القصـور (1)
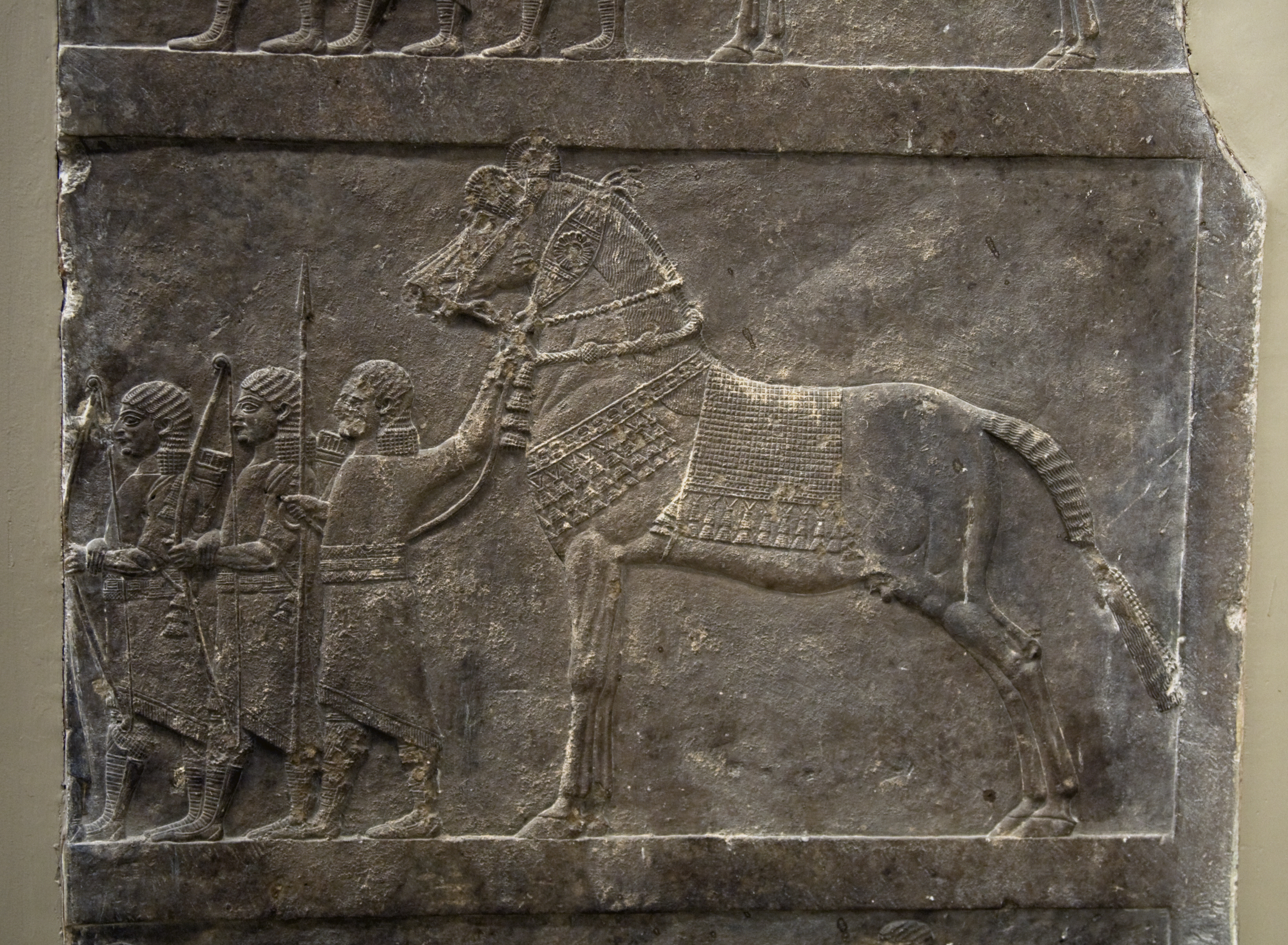
نقـوش على جـدران القصـور (2)
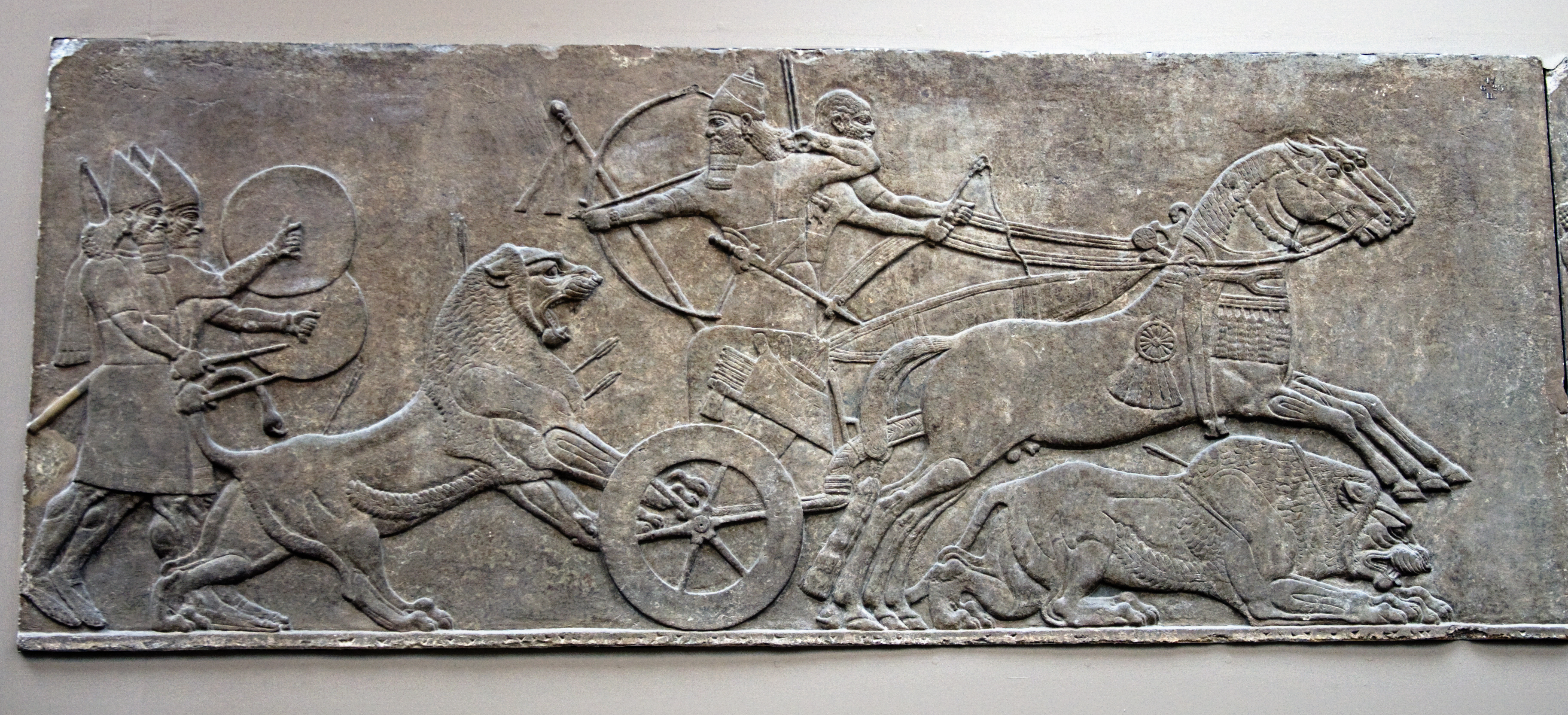
نقـوش على جـدران القصـور (3)
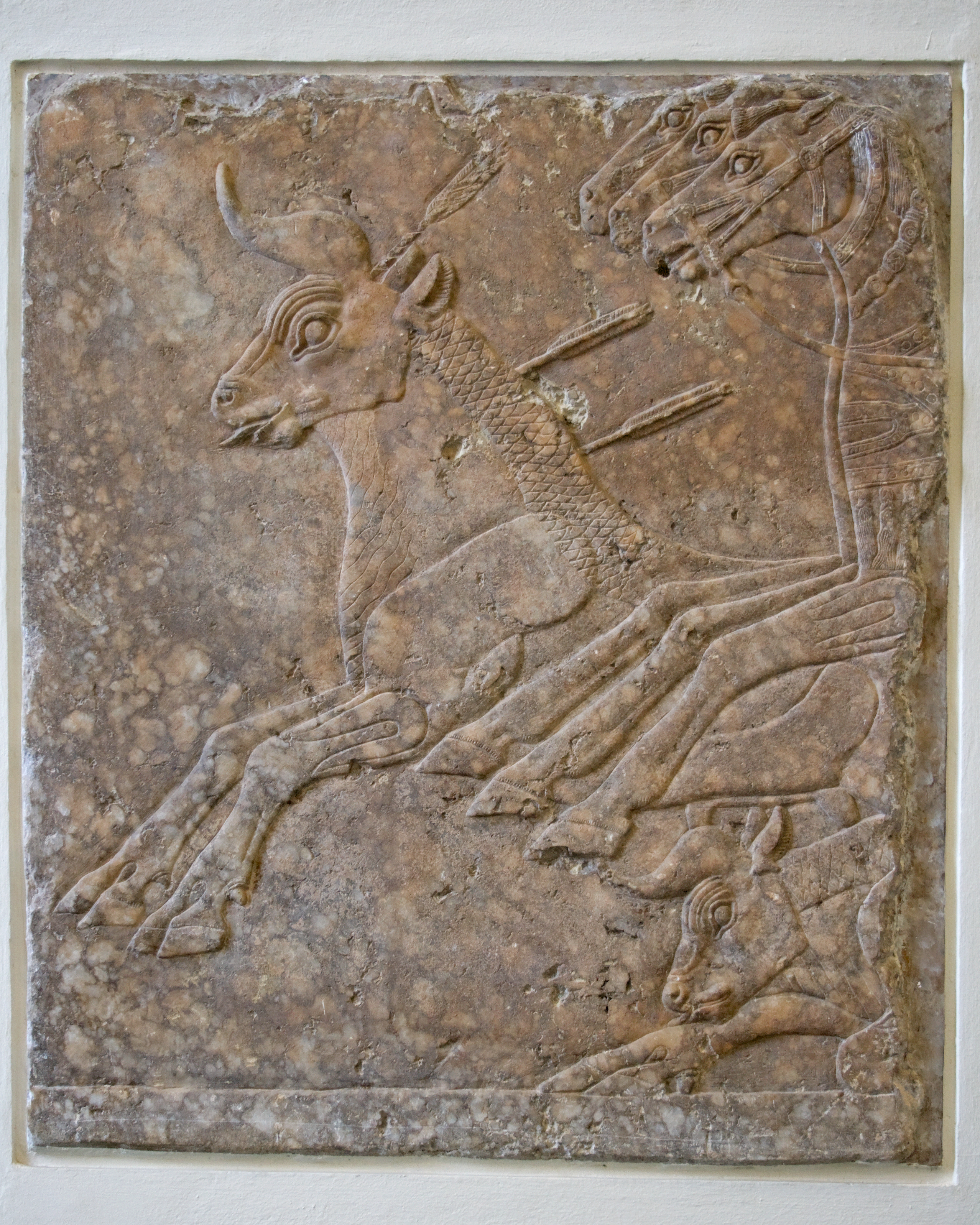
نقـوش على جـدران القصـور (4)
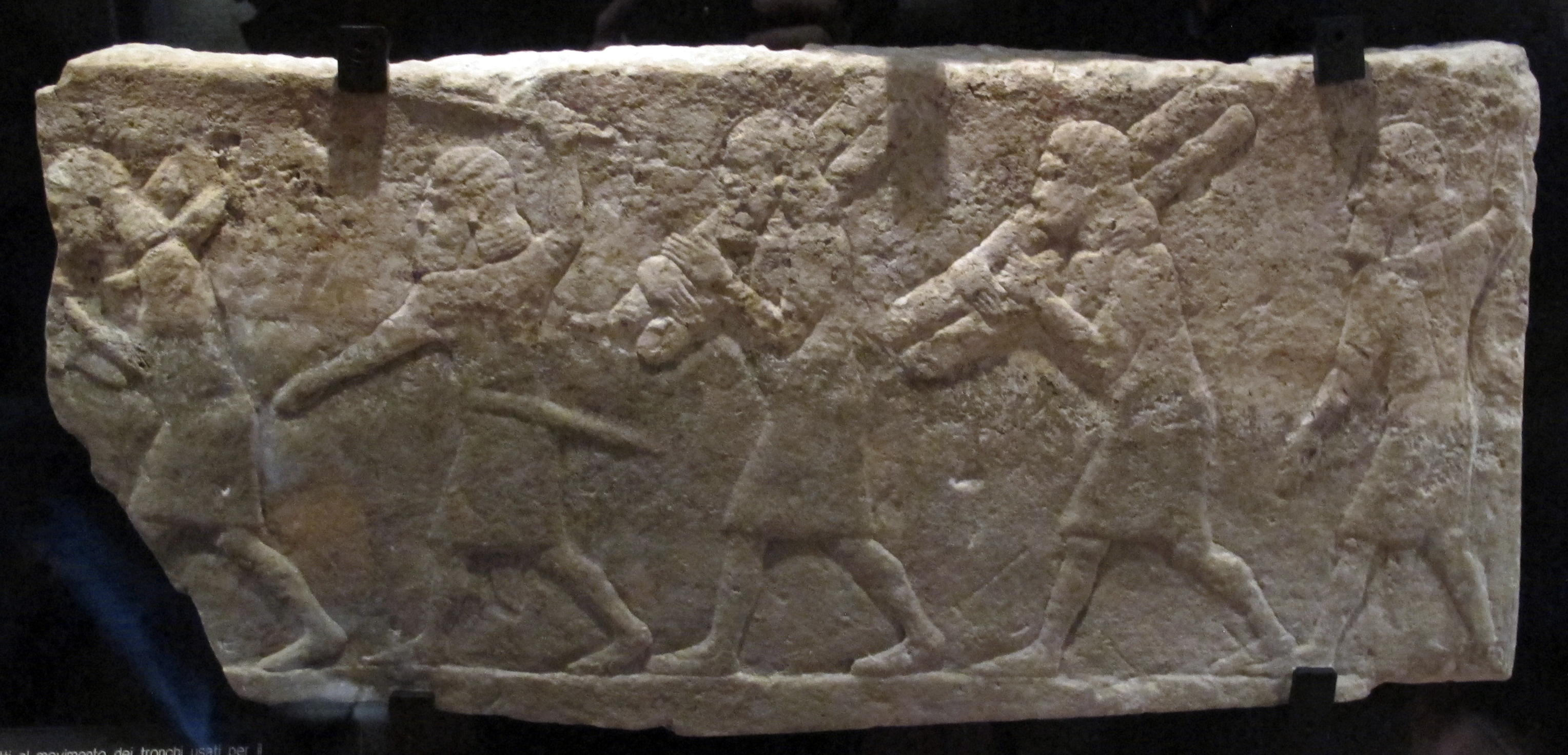
نقـوش على جـدران القصـور (5)

## سـقوط نينوى
بـعد موت الملك الآشوري آشوربانيبال عام 627 ق.م بدأت الإمبراطورية الآشورية بالتفكك نتيجة للحروب الاهلية، وفي عام 616 ق.م هوجمت المدينة من قبل حلف ضم البابليين والميديين والكلديون وأرمن وكيميريون والفرس وفي عام 616 ق.م استبيحت كالخ ووصلت قوات التحالف إلى نينوى وحوصرت المدينة واستبيحت في عام 612 ق.م وانتقلت إلى حرب الشوارع ومن ثم دمرت المدينة، معظم الاهالي الذين لم يقدروا على مغادرة نينوى أما قتلوا أو رحلوا إلى خارج المدينة، وقد عثر علماء الاثار على العديد من الجثث غير مدفونة في الموقع، وقسمت المستعمرات بين البابليين والميديين

## جدران المدينة وابوابها

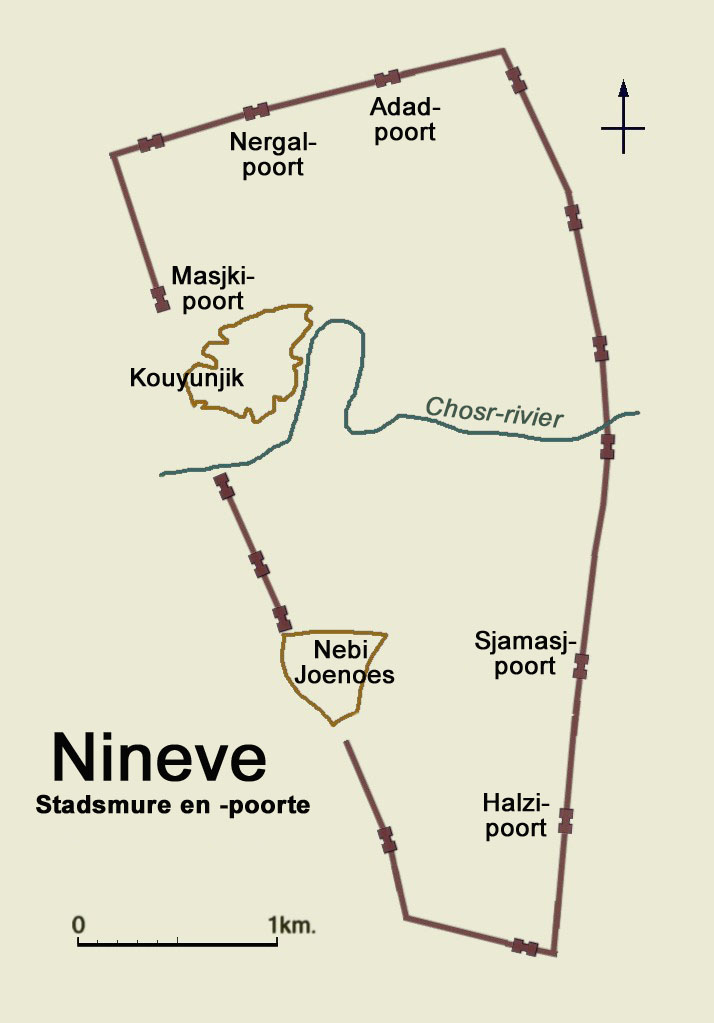
خـريطة نينوى وجدرانها وبواباتها

تحيـط بقايا مدينة نينوى بأحجار ضخمة وطابوق طيني المولف لجدار نينوى الذي يعود إلى 700 ق.م على طول 12 كم، نظام الجدار مكون من جدار مبني من حجر منحوت يبلغ طوله 6 م، يتبعه بجدار مبني من طابوق طيني طوله 10 م وسمكه 15 م، يحتوي الجدار الحجري الساند على ابراج حجرية يفرق بين البرج والاخر 18 م.
تـحتوي نينوى 15 باب للدخول والخروج من المدينة، وكانت نقاط تفتيش للسيـطرة على الداخلين إلى المدينة، وكانت الابواب محصنة بشكل جيد وقد اكتشف العلماء خمس ابواب:
- بوابـة ماشـكي: ويـعرف باب المسقى، ويستخدم لسقي الماشية قرب نهر دجلة الذي كان يجري على بعد 1.5 كم إلى الغرب.
- بوابة نركال: وسمي نسبة إلى الآلة نركال، ويعتقد انها تستخدم لاغراض شعائرية وهي البوابة الوحيدة المحاطة بالثيران المجنحة تم اكتشاف البوابة في منتصف القرن التاسع عشر ورممت في القرن العشرين.
- بوابة ادد: وسمي نسبة إلى الاله ادد، تم إعادة ترميمه من قبل الحكومة العراقية في عام 1960م ولكن الأعمال لم تكتمل، ويظـهر من خلالها بعض من مباني الاشورين الاصلية، واخر الدفاعات الاشورية.
- بوابة شمش: سميت نسبة للاله شمش، وتقع إلى الطريق إلى محافظة اربيل، وتعدّ من البوابات المهمة في الإمبراطورية الاشورية الحديثة. يبلغ عرض مدخلها حوالي 2م، تم ترميمها من قبل الحكومة العراقية في عام 1960م.
- بوابة هلسي/خلسي: تقع في الجزء الجنوبي من الجدار الشرقي. تم التنقيب عن الموقع من قبل جامعة كالفورنيا في عامي 1989-1990م يبلغ عرض مدخله حوالي 2 م، وتم العثور على بقايا بشرية تعود لمعركة نينوى الاخيرة.

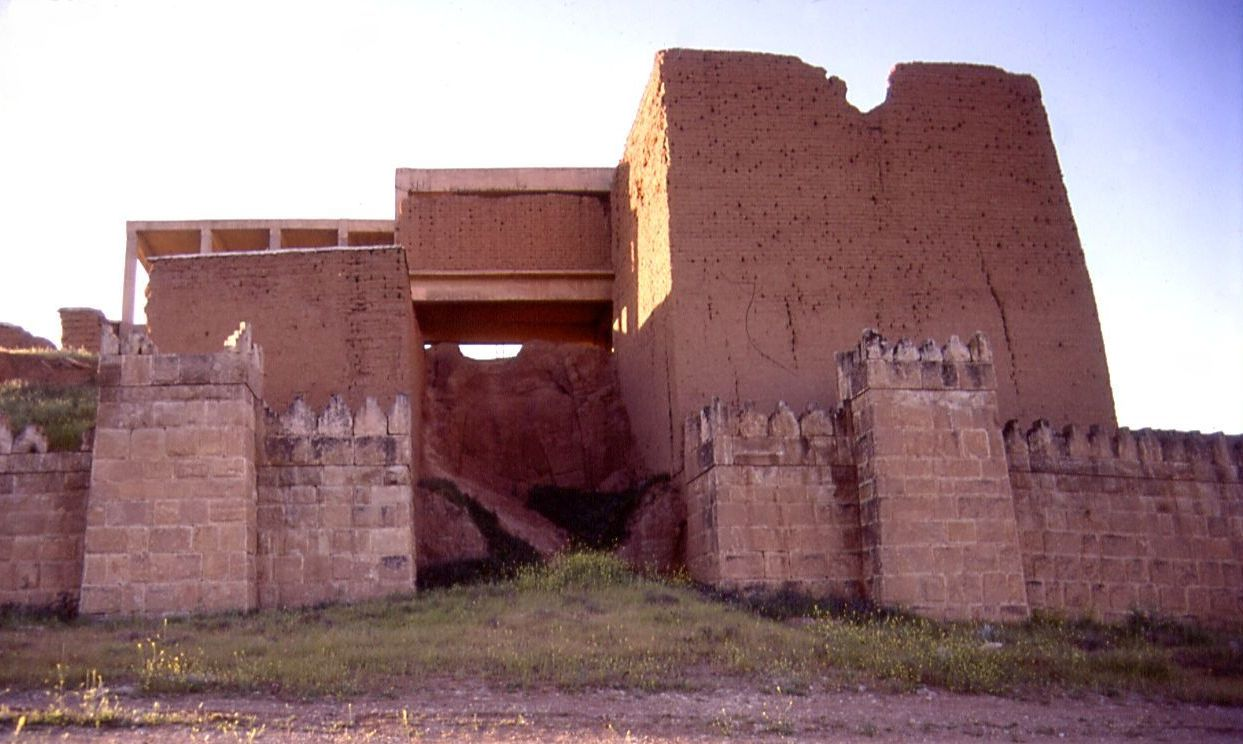
بـوابة ادد
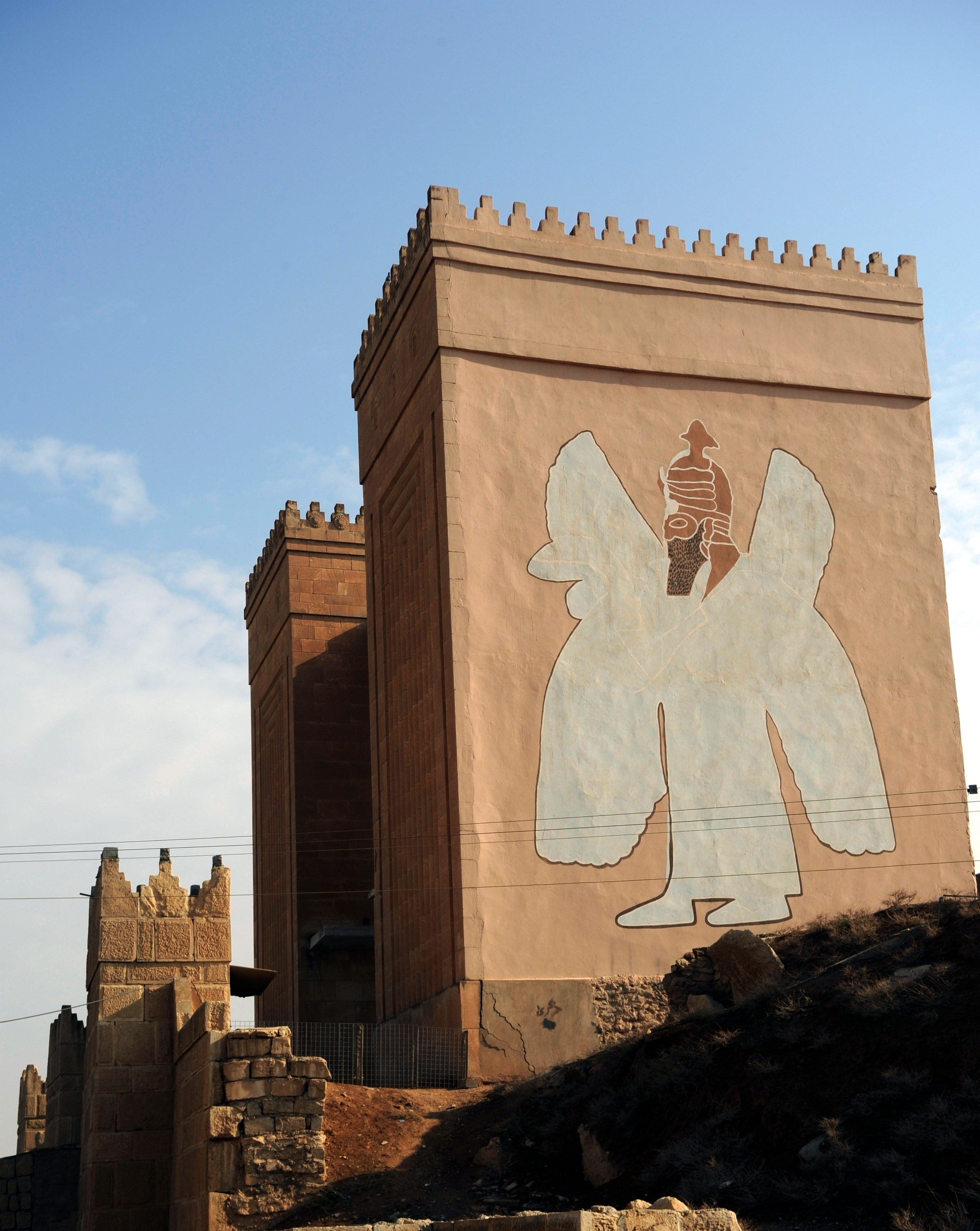
بـوابة نركـال
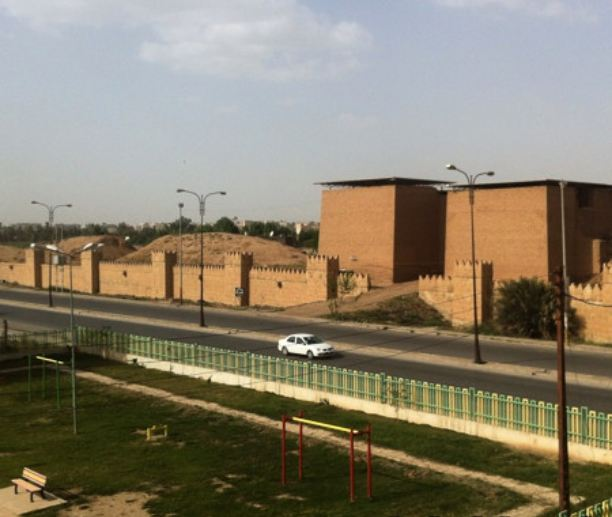
بـوابة ماشكي

## نينوى في الكتب السماوية

### العهد القديم

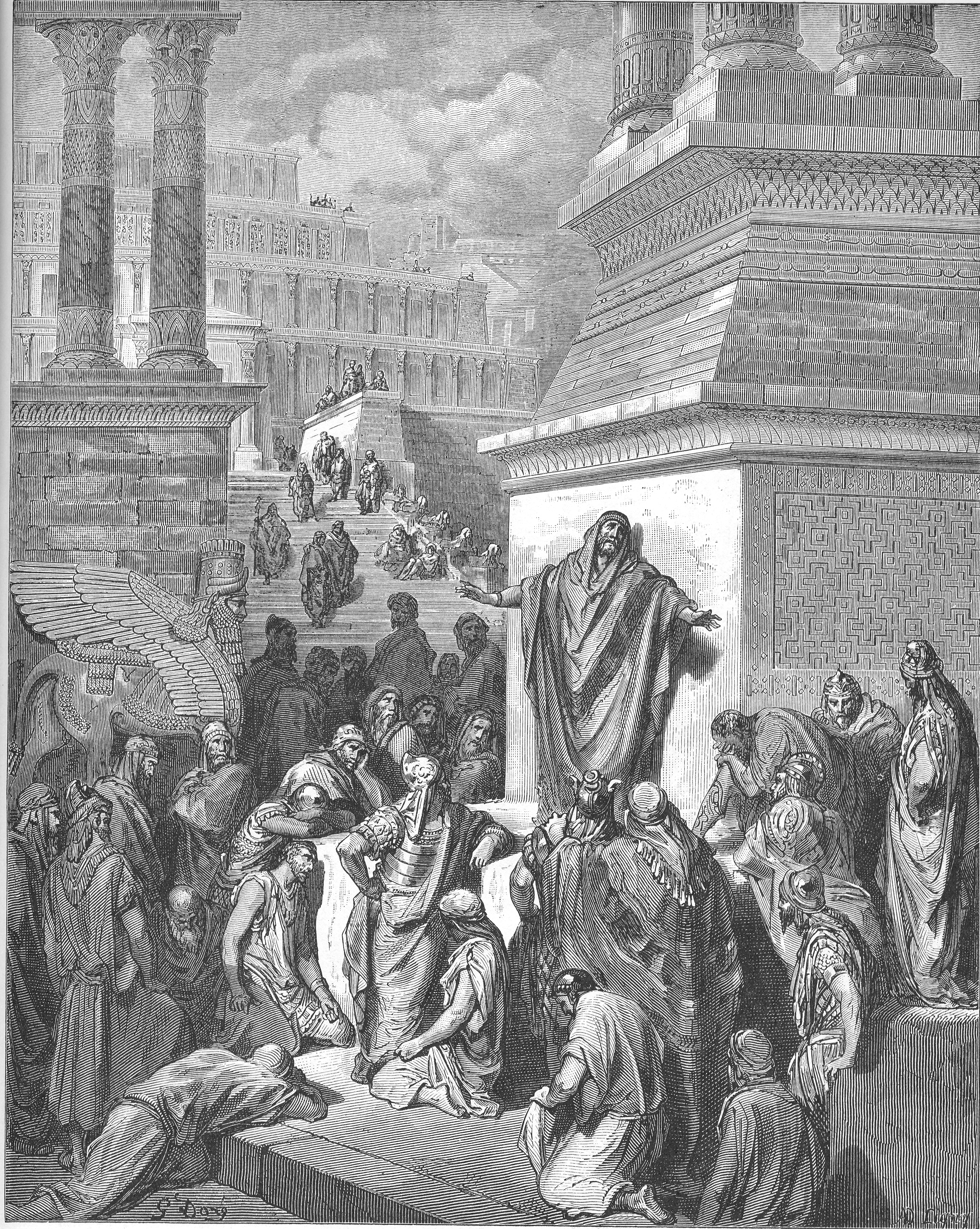
النبي يونس يلقي خطابا لسـكان نينوى (الرسام غوستاف دوريه)

ذكرت نينوى في العهد القديم في عدة مواضع، وجاء ذكر نينوى لأول مرة في سفر التكوين، اصحاح (10:11) «من تلك الأرض خرج أشور وبنى نينوى» وفي سفر يونان (3:3) وصفت نينوى بالمدينة العظيم «قم اذهب إلى نينوى المدينة العظيمة» وفي (4:7) «فلا أشفق أنا على نينوى المدينة العظيمة التي يوجد فيها أكثر من اثنتي عشرة ربوة من الناس الذين لا يعرفون يمينهم من شمالهم» حيث ذكر بان عدد سكان نينوى مئة وعشرين ألف نسمة، وقد تكررت ذكر نينوى باسم المدينة العظيمة في عدت مواطن في الاسفار. كانت نينوى كما ذكر في الكتاب المقدس العاصمة المزدهرة للإمبراطورية الآشورية وموطن الملك سنحاريب ملك آشور الذي قتل على يدي ابنيه، وفي سفر ناحوم الذي شجبت فيه مدينة نينوى وتنبأت بالخراب والدمار المطلق للمدينة، وكانت نهايتها مفاجئه ومأساويه.
ذكـر في سفر يونان عرض فيها الإمبراطورية الآشورية حيث جاء فيها (يونان 3:3) «أما نينوى فكانت مدينة عظيمة لله مسيرة ثلاثة أيام»، وذكر فيها ان عدد السكان تجاوز المئة والعشرون ألف نسمة. ويتظهر نينوى في سفر نينوى بانها مدينة شريرة تستحق الدمار، وأن الرب أرسل يونان ليعض أهل نينوى ويحذرهم من العذاب القادم.
تمثل نينوى الخلاص من الشر في الشريعة المسيحية، وإلى الآن الكنائس الشرقية في الشرق الأوسط تحيي الأيام الثلاثة التي قضاها يونان داخل الحوت من خلال صـوم نينوى.

### القرآن الكريم
لم تذكر نينوى بالاسم بـشكل صريح في القرآن الكريم، ولكن ذُكر أهلها بعدة مواضع دون ذكر المدينة «فَلَوْلاَ كَانَتْ قَرْيَةٌ آمَنَتْ فَنَفَعَهَا إِيمَانُهَا إِلاَّ قَوْمَ يُونُسَ» (يونس: 98)، «وَأَرْسَلْنَاهُ إِلَى مِئَةِ أَلْفٍ أَوْ يَزِيدُونَ».(الصافات: 147) وقد نجى الله سكان نينوى من العذاب.

## الآثار

### التنقيبات الاثارية
تمت ملاحظة الموقع لأول مرة من قبل البعثة الدنماركية عام 1761-1768م، حيث لوحظ تل النبي يونس وتل قوينجق والتعرف على نينوى، وفي عام 1842م بدأ القنصل العام في مدينة الموصل بآول بوتا بعملية تنقيب واسـعة في الضفة الشرقية لنهر الدجلة وتم العثور على قصر سرجون الثاني في خورسباد، في عام 1847 بدأ البريطاني الشاب أستن لايارد بالتنقيب في تل قوينجق، وأكتشف قصر سنحاريب و71 غرفة ونقوش هائلة. وكشف عن قصر ومكتبة اشوربانيبال التي تحوي على 22,000 لوح طيني، معظم مكتشفات لايارد ذهبت إلى المتحف البريطاني. وقد كشفت التنقيبات عن عظم الذي وصلت اليه اشور وخصوصا في عهد اسرحدون واشوربانيبال.

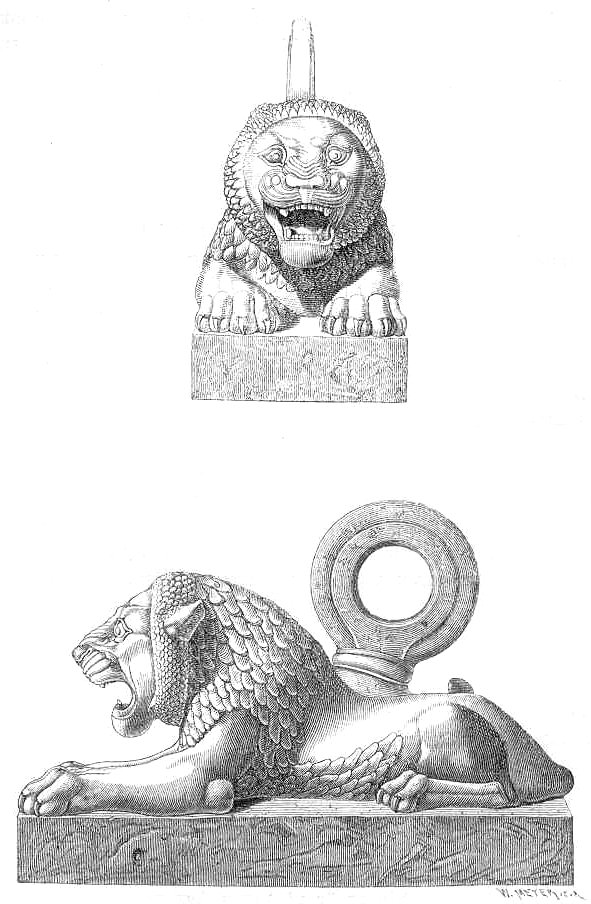
أسـد بـرونزي من نينوى

واستمرت التنقيب من قبل هرمز رسام وجورج سميث واخرون، تم نقل كميات هائلة من الاثار إلى المتاحف الاوربية، وتم الكشف عن قصر تلو قصر ومكان تلو الآخر، وتدريجيا كشف عن الحياة اليومية للناس القدامى، والفنون واستمرت التنقيب من قبل علماء اثار بريطاني وعراقيين وكان اخرهم الامريكيين حيث تم التنقيب عن بوابات نينوى وأنـظمة الري فيها من قبل جامعة كاليفورنيا 1989-1990.

### المواقع الاثارية
- تل قوينجق: يقع هذا التل على الجهة اليمنى من نهر الخوصر ويحده من جهته الغربية سور المدينة، وهو تل بيضوي الشكل تبلغ مساحته 1,820 كم2, يرتفع عن الأرض حوالي 20م، تم الكشف في الطبقة العلية على العديد من القصور والمعابد تعود للآمبراطورية الآشورية الحديثة، كما عثر على اثار تعود إلى الالفية السادسة قبل الميلاد هناك عدة آراء حول تسميته، فمن الباحثين من يقول إن كلمة قوينجق كلمة تركية مركبة من كلمتين: (كوي) وتعني القرية و(أنجك) أو (إنجك) وهي جماعة من التركمان سكنوا على أطلال المدينة فسمي هذا التل باسمهم ويرى آخرون أن التسمية تعني بالتركية مرعى الغنم.
- تل النبي يونس: يقع هذا التل في القسم الجنوبي الغربي من المدينة على بعد كيلومتر واحد جنوب تل قوينجق يضم في داخله العديد من المباني التي تعود إلى الإمبراطورية الآشورية منها مبنى مستودع الأسلحة ويخترق نهر الخوصر مدينة نينوى ويشطرها إلى قسمين من الجهة الشرقية للمدينة ويمر من داخلها ويلتف عند تل قوينجق من ويضم قصر الملك آسرحدون ويعرف الموقع حالياً بتل النبي يونس نسبةً إلى مرقد النبي يونس وقد شيد فوق التل جامع عرف بجامع النبي يونس

## قصـور نينوى
وصلت نينوى عاصمة الإمبراطورية الآشورية إلى قمة مجدها خلال القرنين الثامن والسابع ق.م، معابدها البهية ونظام الري الراقي، قصورها الزاهية والحدائق الخصبة والبنايات الملكية الفخمة. ويظـهر الابداع في قصري الملكين سنحاريب وآشوربانيبال.
- قصر سنحاريب: «القصر الذي ليس له مثيل» قصر شيده سنحاريب على قصر بعد ان هدمه، ويظهر الفخامة التي وصلها الفن الآشوري ويحتوي 80-70 غرفة مزينة بالتحف ومنقوشة برسوم تصور أيام الحروب والحياة، يبلغ مساحة القصر 503م × 204م مبني من حجر الطوب. وجاء في النصوص القديمة أن سنحاريب غير مجرى النهر الذي كان يسبب اضرار اثناء موسم الفيضان. استخدمت مواد ثمينة في البناء حيث استخدم خشب الأرز والعاج وجاء في النص الآشوري:

«بنيتُ القصور من الذهب والفضة والبرونز والمرمر والعاج والأرز والصنوبر لتكون سكن ملكي الأعمدة من الأرز والسرو أحضرت من جبال الأمانوس المغطية بالثلج، جعلت الابواب من الأرز والسرو والصنوبر غلفت بالفضة والنحاس وركبت على ملابن المداخل»
تم تزين القصر بعدد كبير من اعمدة البرونز والأرز التي جلبت من غابات جبال لبنان، أحضرت كتل ضخمة من المرمر أحضرت من المقالع لتصف على جدران القصر حيث وضعت وحفر عليها جيش سنحاريب والأجانب يحضرون الجزية له.
```
«بألواح المرمر حوطت جدار القصر، وجهتهم ليجعلوه أعجوبه لمن ينظر اليه وسميته القصر الذي ليس له مثيل»
```

عندما اكتمل بناء القصر حوط سنحاريب القصر بحديقة عظيمة وزرعها بالنباتات والاشجار المتنوعة التي جلبت من مختلف أراضي الإمبراطورية، مما دفع بالاعتقاد بان الجنائن المعلقة كانت في نينوى وليس في بابل.
«وزرعت بستان عظيم بجانب القصر، مثل الذي في جبال الأمانوس، وفيه جميع الاعشاب والفاكهة التي احضرتها من الأمانوس ومن بابل»
وبنيت نظام ري وقناة كبيرة لسقي النباتات من خلال قنوات ماء تجري خلال الحدائق.ووضعت على المداخل الثيران المجنحة لحماية الملك وقصره.
تعرض القصر عام 2016 للتخريب والهدم على يد داعش بالموصل

## الجنائن المعلقة في نينوى
تعدّ الجنائن المعلقة من عجائب الدنيا السـبع التي أشتهرت، والتي كان من المعتقد انها تقع في بابل وأن نبوخذ نصر هو من بناها غير ان الدراسات الحديثة أثبتت أن موقع الجنائن المعلقة في نينوى وأن سنحاريب هو من بناها، حيث قامت عالمة الاثار البريطانية ستيفاني دالي من جامعة اكسفورد، وعثرت حفريات أخيرة على آثار هذه القنوات والأنفاق لإيصال الماء، منها قناة قرب نينوى كبيرة بحيث ان الباحثة البريطانية دالي قالت انها تبدو وكأنها طريق سريع من الجو ونُقشت عليها عبارة بالغة الأهمية باللغة المسمارية تقول «سنحاريب ملك العالم.. على امتداد مسافة طويلة أوعزتُ بتوجيه طريق مائي إلى محيط نينوى...» وكانت دالي طرحت نظريتها أول مرة في عام 1992 ولكنها تقدم الآن حشدا من الأدلة لإسنادها في كتاب «لغز جنائن بابل المعلقة». وتتوقع دالي ان ينقسم الباحثون بشأنه ولكنها مقتنعة بأن الأدلة التي جمعتها تبين ان جنائن سنحاريب تستوفي المعايير المعتمدة لإدراجها ضمن عجائب الدنيا، بما في ذلك روعة الفكرة وعبقرية الهندسة والابداع الفني. وكان قصر سنحاريب مهيبا بسلالم من الأحجار شبه الكريمة ومدخل تحرسه أسود عملاقة من النحاس. وربطت الباحثة دالي بين نصوص قديمة للكشف عن جنائن أعادت صنع تضاريس جبلية بشرفات وممرات تحفها أعمدة ومزروعات وأشجار غريبة وجداول رقراقة.

## مكتبة آشور بانيبال
المكتبة الملكية لآشوربانيبال، سميت نسبة لاخر ملوك الإمبراطورية الآشورية العظماء، وهي مكتبة ضخمة عثر فيها على 30,943 لوح طيني، ألمكتبة ذات أهمية كبيرة حيث تحتوي على 1,200 موضوع مميز وغاية في الأهمية منها ملحمة كلكامش من الشعر البابلي وقصة الخلق البابلية وأسطورة أدبا والرجل الفقير من نيبور وكانت معظم الالواح مكتوبة باللغة الاكادية ومصنفه على حسب المحتوى وشـكل اللوح، حيث قسمت المكتبة إلى عدة غرف كل منها يحتوي على وثائق حسب المحتوى مثل التاريخ والحكم والسحر وغيره واحتوت المكتبة على غرفة لما يشبه الوثائق السرية أيضا.
جـمع آشوربانيبال الوثائق من مختلف المناطق الخاضعة لللأمبراطورية الاشورية، حيث كتب لهم بجمع النصوص القديمة. تم الكشف عن المكتبة من قبل البريطاني أستن لايارد في عام 1849م وهي الآن محفوظة في متحف البريطاني.